# Cratere Eastman
Eastman  è un cratere sulla superficie di Mercurio.